# Eerste klasse 1974-75 (voetbal België)
Het seizoen 1974/75 van de Belgische Eerste Klasse ging van start in de zomer van 1974 en eindigde in de lente van 1975. De competitie telde 20 clubs; dit was vier meer dan de 16 clubs die ze traditioneel telde tot vorig seizoen. De fusieclub RWDM behaalde zijn eerste en enige landstitel. RWDM behaalde zijn titel 38 jaar na de laatste titel van vijfvoudig landskampioen Daring Club de Bruxelles en 67 jaar na de laatste titel van zesvoudig landskampioen Racing Club de Bruxelles, die beide in de fusieclub waren opgegaan.

## Gepromoveerde teams
Deze teams waren gepromoveerd uit de Tweede Klasse voor de start van het seizoen:
- R. OC de Montignies-sur-Sambre (kampioen in Tweede)
- AS Oostende KM (tweede in Tweede)
- KSC Lokeren (derde in Tweede)
- KFC Winterslag (eindrondewinnaar)
- Charleroi SC (geselecteerd voor promotie)

Via de eindronde van Tweede Klasse het voorgaande seizoen waren twee plaatsen voor Eerste Klasse te verdienen. Ook de twee eersteklassers op een degradatieplaats namen echter deel; en zo had eersteklasser Lierse SV via die eindronde het behoud afgedwongen. Slechts één extra tweedeklasser, Winterslag, maakte zo via de eindronde promotie.

## Degraderende teams
Deze teams degradeerden naar Tweede Klasse op het eind van het seizoen:
- KFC Diest
- R. OC de Montignies-sur-Sambre
- KFC Winterslag

Het volgende seizoen zou er weer een club minder deelnemen. Er waren zo drie degradanten in plaats van de traditionele twee.

## Titelstrijd
RWDM werd landskampioen met een ruime voorsprong op Antwerp FC en uittredend kampioen RSC Anderlecht.

## Europese strijd
RWDM was als landskampioen geplaatst voor de Europacup voor Landskampioenen van het volgend seizoen. RSC Anderlecht plaatste zich als bekerwinnaar voor de Europese Beker voor Bekerwinnaars; een toernooi dat de club overigens zou winnen het volgende seizoen. Antwerp FC en Club Brugge plaatsten zich voor de UEFA Cup.

## Degradatiestrijd
KFC Diest, R. OC de Montignies-sur-Sambre en KFC Winterslag eindigden alle met evenveel punten onderaan, en degradeerden.

## Eindstand
|         |    |                                | P  | W  | G  | V  | +  | -  | DS  | Ptn |
| ------- | -- | ------------------------------ | -- | -- | -- | -- | -- | -- | --- | --- |
| K       | 1  | Racing White Daring Molenbeek  | 38 | 25 | 11 | 2  | 92 | 39 | 53  | 61  |
| (UEFA)  | 2  | R. Antwerp FC                  | 38 | 22 | 8  | 8  | 75 | 29 | 46  | 52  |
| (beker) | 3  | RSC Anderlecht                 | 38 | 19 | 14 | 5  | 72 | 26 | 46  | 52  |
| (UEFA)  | 4  | Club Brugge KV                 | 38 | 19 | 11 | 8  | 79 | 34 | 45  | 49  |
|         | 5  | K. Beerschot VAV               | 38 | 19 | 10 | 9  | 58 | 34 | 24  | 48  |
|         | 6  | R. Standard de Liège           | 38 | 18 | 8  | 12 | 59 | 42 | 17  | 44  |
|         | 7  | K. Lierse SV                   | 38 | 18 | 6  | 14 | 52 | 52 | 0   | 42  |
|         | 8  | KSC Lokeren                    | 38 | 15 | 12 | 11 | 51 | 48 | 3   | 42  |
|         | 9  | KSV Waregem                    | 38 | 13 | 13 | 12 | 48 | 42 | 6   | 39  |
|         | 10 | KSV Cercle Brugge              | 38 | 12 | 13 | 13 | 37 | 43 | -6  | 37  |
|         | 11 | RFC Liégeois                   | 38 | 14 | 7  | 17 | 48 | 53 | -5  | 35  |
|         | 12 | SK Beveren-Waas                | 38 | 11 | 12 | 15 | 29 | 42 | -13 | 34  |
|         | 13 | K. Beringen FC                 | 38 | 11 | 11 | 16 | 46 | 56 | -10 | 33  |
|         | 14 | R. Charleroi SC                | 38 | 10 | 13 | 15 | 44 | 60 | -16 | 33  |
|         | 15 | K. Berchem Sport               | 38 | 8  | 16 | 14 | 34 | 47 | -13 | 32  |
|         | 16 | AS Oostende KM                 | 38 | 9  | 12 | 17 | 60 | 81 | -21 | 30  |
|         | 17 | KV Mechelen                    | 38 | 9  | 10 | 19 | 25 | 47 | -22 | 28  |
| D       | 18 | KFC Diest                      | 38 | 8  | 7  | 23 | 32 | 70 | -38 | 23  |
| D       | 19 | R. OC de Montignies-sur-Sambre | 38 | 6  | 11 | 21 | 30 | 87 | -57 | 23  |
| D       | 20 | KFC Winterslag                 | 38 | 5  | 13 | 20 | 30 | 69 | -39 | 23  |

P: wedstrijden gespeeld, W: wedstrijden gewonnen, G: gelijke spelen, V: wedstrijden verloren, +: gescoorde doelpunten, -: doelpunten tegen, DS: doelsaldo, Ptn: totaal punten
K: kampioen, D: degradeert, (beker): bekerwinnaar, (UEFA): geplaatst voor UEFA-beker

## Topscorers
De Oostenrijker Alfred Riedl van Antwerp FC werd voor de tweede keer in zijn carrière topschutter in de Eerste Klasse. Hij scoorde 28 doelpunten.
1895/96 · 1896/97 · 1897/98 · 1898/99 · 1899/00 · 1900/01 · 1901/02 · 1902/03 · 1903/04 · 1904/05 · 1905/06 · 1906/07 · 1907/08 · 1908/09 · 1909/10 · 1910/11 · 1911/12 · 1912/13 · 1913/14 · 1914/15 · 1915/16 · 1916/17 · 1917/18 · 1918/19 · 
1919/20 · 1920/21 · 1921/22 · 1922/23 · 1923/24 · 1924/25 · 1925/26 · 1926/27 · 1927/28 · 1928/29 · 1929/30 · 1930/31 · 1931/32 · 1932/33 · 1933/34 · 1934/35 · 1935/36 · 1936/37 · 1937/38 · 1938/39 · 1939/40 · 1940/41 · 1941/42 · 1942/43 · 1943/44 · 1944/45 · 1945/46 · 1946/47 · 1947/48 · 1948/49 · 1949/50 · 1950/51 · 1951/52 · 1952/53 · 1953/54 · 1954/55 · 1955/56 · 1956/57 · 1957/58 · 1958/59 · 1959/60 · 1960/61 · 1961/62 · 1962/63 · 1963/64 · 1964/65 · 1965/66 · 1966/67 · 1967/68 · 1968/69 · 1969/70 · 1970/71 · 1971/72 · 1972/73 · 1973/74 · 1974/75 · 1975/76 · 1976/77 · 1977/78 · 1978/79 · 1979/80 · 1980/81 · 1981/82 · 1982/83 · 1983/84 · 1984/85 · 1985/86 · 1986/87 · 1987/88 · 1988/89 · 1989/90 · 1990/91 · 1991/92 · 1992/93 · 1993/94 · 1994/95 · 1995/96 · 1996/97 · 1997/98 · 1998/99 · 1999/00 · 2000/01 · 2001/02 · 2002/03 · 2003/04 · 2004/05 · 2005/06 · 2006/07 · 2007/08 · 2008/09 · 2009/10 · 2010/11 · 2011/12 · 2012/13 · 2013/14 · 2014/15 · 2015/16 · 2016/17 · 2017/18 · 2018/19 · 2019/20 · 2020/21· 2021/22 · 2022/23 · 2023/24 · 2024/25